# 什利亞馬爾卡河
什利亞馬爾卡河（烏克蘭語：Шлямарка），是烏克蘭的河流，位於該國北部，屬於維茲尼亞河的右支流，發源自波蒂伊夫卡，流經日托米爾州，河道全長25公里，流域面積178平方公里。